# SSC Napoli
Società Sportiva Calcio Napoli, pe scurt Napoli, este un club de fotbal din Napoli, Italia, care evoluează în Serie A.
Napoli a câștigat Serie A de patru ori, în 1986-1987, 1989-1990, 2022-2023 și 2024-2025. De asemenea a câștigat și Cupa Italiei de șase ori și Supercupa Italiei de două ori. La nivel european a câștigat Cupa UEFA o singură dată în 1989. Este cel mai de succes club din Italia de Sud și al patrulea cel mai susținut club din Italia.

## Istoric

### Naples Cricket and Foot-Ball Club
Fotbalul fost adus pentru prima dată pe meleaguri napoletane la începutul secolului al XX-lea de către marinari englezi. Marinarul englez (angajat al celebrei companii Cunard Line), William Poths, a fost inițiatorul creării unuei club de fotbal. Prin urmare, în 1904 s-a stabilit o întrunire la  via San Severino 43 din Napoli, între William Poths, Hector M. Bayon și alți trei napoletani: Conforti, Catterina and Amedeo Salsi. Prin urmare a luat ființă primul club de fotbal Naples Cricket & Foot-Ball Club  condus de președintele Amedeo Salsi.
Primele culori ale clubului privind echipamentul erau: tricouri bleu-ciel și bleu-marin și short-uri negre. Primul meci al clubului napoletan s-a jucat împotriva marinarilor britanici de pe nava Arabik. Meciul s-a ținut în vederea cuceririi trofeului Coppa Salsi. Cu câteva zile înainte Arabik învinsese Genoa cu scorul de 3-0. Victoria napoletanilor cu scorul de 3-2 s-a dovedit a fi foarte importantă.
Echipa acelor zile 
|  | - Kock - Portar - Garozzo - Fundaș - Del Pezzo - Fundaș - Littie - Fundaș |  | - Steinecaer - Fundaș - Marin - Mijlocaș - Scarfoglio - Mijlocaș - McPherson - Mijlocaș |  | - Chaudorir - Mijlocaș - Poths - Atacant - Ostermann - Atacant |

În anul 1906 clubul a fost redenumit mai simplu, doar Naples Foot-Ball Club. În anul 1909, Sir Thomas Lipton, patronul celebrei companii de ceai Lipton a întreprins o călătorie în Sicilia și a hotărât să organize o competiție fotbalistică între cele mai bune echipe din Sudul Italiei, Lipton Challenge Cup. Naples Foot-Ball Club a cucerit competiția de două ori: în 1911 și 1914
Clubul și-a schimbat de mai multe ori numele de la prima apariție în 1926; cea mai mare schimbare a avut loc în 1964, când și-a schimbat numele din Associazione Calcio Napoli în Società Sportiva Calcio Napoli. Cea mai recentă schimbare a numelui a avut loc în 2004, când clubul a dat faliment dar a fost refondat de către producătorul de film Aurelio De Laurentiis ca Napoli Soccer; el a numit înapoi clubul în Società Sportiva Calcio Napoli, la începutul anului 2006.

## Palmares și statistici

### Titluri și trofee
| Competiții naționale | Competiții europene |
| - Serie A (4) : - Campioni : 1987, 1990, 2023, 2025 - Vice-campioni : 1968, 1975, 1988, 1989, 2013, 2016, 2018, 2019. - Cupa Italiei (6) : - Câștigători : 1962, 1976, 1987, 2012, 2014, 2020. - Supercupa Italiei (2) : - Câștigători : 1990, 2014. - Serie B (1) : - Campioni : 1950. - Vice-campioni : 1962, 1965, 2007. - Serie C -Sud (1) : - Campioni : 2006. | - Liga Campionilor : - Sferturi de finală (1) - 2023 - Europa League : - Câștigători (1) - 1989 - Semifinala (1) - 2015 - Sferturi (1) - 2019 - Cupa Cupelor : - Semifinala (1) - 1977 - Cupa Alpilor : - Câștigători (1) - 1966 - Cupa Ligii Anglo-Italiană : - Câștigători (1) - 1976 - Cupa Anglo-Italiană : - Finalistă (1) - 1970 |

### Coeficientul UEFA
Coeficientul UEFA este utilizat la tragerea la sorți a competițiilor continentale organizate de Uniunea Asociațiilor Europene de Fotbal. Pe baza performanței cluburilor la nivel european timp de cinci sezoane, acest coeficient este calculat folosind un sistem de puncte și este stabilit un clasament. La sfârșitul sezonului 2018-2019, Napoli se afla pe locul al cincisprăzecelea.
| Rang | Club Sportiv      | Coeficient |
| ---- | ----------------- | ---------- |
| 18   | FC Porto          | 68.000     |
| 19   | Ajax Amsterdam    | 67.500     |
| 17   | SSC Napoli        | 67.000     |
| 15   | Red Bull Salzburg | 55.000     |
| 16   | RB Leipzig        | 53.000     |

### Finale
| Finale jucate de Napoli în Cupele Naționale | Finale jucate de Napoli în Cupele Naționale | Finale jucate de Napoli în Cupele Naționale | Finale jucate de Napoli în Cupele Naționale | Finale jucate de Napoli în Cupele Naționale | Finale jucate de Napoli în Cupele Naționale | Finale jucate de Napoli în Cupele Naționale | Finale jucate de Napoli în Cupele Naționale | Finale jucate de Napoli în Cupele Naționale | Finale jucate de Napoli în Cupele Naționale | Finale jucate de Napoli în Cupele Naționale | Finale jucate de Napoli în Cupele Naționale | Finale jucate de Napoli în Cupele Naționale | Finale jucate de Napoli în Cupele Naționale | Finale jucate de Napoli în Cupele Naționale | Finale jucate de Napoli în Cupele Naționale | Finale jucate de Napoli în Cupele Naționale | Finale jucate de Napoli în Cupele Naționale | Finale jucate de Napoli în Cupele Naționale |
| Cupa Italiei                                | Cupa Italiei                                | Cupa Italiei                                | Cupa Italiei                                | Cupa Italiei                                | Cupa Italiei                                | Cupa Italiei                                | Cupa Italiei                                | Cupa Italiei                                |                                             | Supercupa Italiei                           | Supercupa Italiei                           | Supercupa Italiei                           | Supercupa Italiei                           | Supercupa Italiei                           | Supercupa Italiei                           | Supercupa Italiei                           | Supercupa Italiei                           | Supercupa Italiei                           |
| Câștigate                                   | Câștigate                                   | Câștigate                                   | Câștigate                                   |                                             | Pierdute                                    | Pierdute                                    | Pierdute                                    | Pierdute                                    | Câștigate                                   | Câștigate                                   | Câștigate                                   | Câștigate                                   |                                             | Pierdute                                    | Pierdute                                    | Pierdute                                    | Pierdute                                    |                                             |
| Anul                                        | Campioni                                    | Scor                                        | Adversar                                    | Anul                                        | Adversar                                    | Scor                                        | Finalistă                                   | Anul                                        | Campioni                                    | Scor                                        | Adversar                                    | Anul                                        | Adversar                                    | Scor                                        | Finalistă                                   |                                             |                                             |                                             |
| ------------------------------------------- | ------------------------------------------- | ------------------------------------------- | ------------------------------------------- | ------------------------------------------- | ------------------------------------------- | ------------------------------------------- | ------------------------------------------- | ------------------------------------------- | ------------------------------------------- | ------------------------------------------- | ------------------------------------------- | ------------------------------------------- | ------------------------------------------- | ------------------------------------------- | ------------------------------------------- | ------------------------------------------- | ------------------------------------------- | ------------------------------------------- |
| 1962                                        | Napoli                                      | 2 - 1                                       | SPAL 2013                                   | 1972                                        | Napoli                                      | 0 - 2                                       | Milan                                       | 1990                                        | Napoli                                      | 5 - 1                                       | Juventus                                    | 2012                                        | Napoli                                      | 2 - 4                                       | Juventus                                    |                                             |                                             |                                             |
| 1976                                        | Napoli                                      | 4 - 0                                       | Hellas Verona                               | 1978                                        | Napoli                                      | 1 - 2                                       | Inter Milano                                | 2014                                        | Napoli                                      | 2 - 2(6 - 5)                                | Juventus                                    |                                             |                                             |                                             |                                             |                                             |                                             |                                             |
| 1987                                        | Napoli                                      | 4 - 0                                       | Atalanta                                    | 1989                                        | Napoli                                      | 1 - 4                                       | Sampdoria                                   |                                             |                                             |                                             |                                             |                                             |                                             |                                             |                                             |                                             |                                             |                                             |
| 2012                                        | Napoli                                      | 2 - 0                                       | Juventus                                    | 1997                                        | Napoli                                      | 1 - 3                                       | Vicenza                                     |                                             |                                             |                                             |                                             |                                             |                                             |                                             |                                             |                                             |                                             |                                             |
| 2014                                        | Napoli                                      | 3 - 1                                       | Fiorentina                                  |                                             |                                             |                                             |                                             |                                             |                                             |                                             |                                             |                                             |                                             |                                             |                                             |                                             |                                             |                                             |
| 2020                                        | Napoli                                      | 0 - 0(4 - 2)                                | Juventus                                    |                                             |                                             |                                             |                                             |                                             |                                             |                                             |                                             |                                             |                                             |                                             |                                             |                                             |                                             |                                             |
| Finale jucate de Napoli în Cupele Europene  |                                             |                                             |                                             |                                             |                                             |                                             |                                             |                                             |                                             |                                             |                                             |                                             |                                             |                                             |                                             |                                             |                                             |                                             |
| Cupa UEFA                                   | Cupa UEFA                                   | Cupa UEFA                                   | Cupa UEFA                                   |                                             | Cupa Anglo-Italiană                         | Cupa Anglo-Italiană                         | Cupa Anglo-Italiană                         | Cupa Anglo-Italiană                         |                                             | Cupa Ligii Anglo-Italiană                   | Cupa Ligii Anglo-Italiană                   | Cupa Ligii Anglo-Italiană                   | Cupa Ligii Anglo-Italiană                   |                                             |                                             |                                             |                                             |                                             |
| Câștigători                                 | Câștigători                                 | Câștigători                                 | Câștigători                                 | Pierdanți                                   | Pierdanți                                   | Pierdanți                                   | Pierdanți                                   | Câștigători                                 | Câștigători                                 | Câștigători                                 | Câștigători                                 |                                             |                                             |                                             |                                             |                                             |                                             |                                             |
| Anul                                        | Campioni                                    | Scor                                        | Adversar                                    | Anul                                        | Finalistă                                   | Scor                                        | Adversar                                    | Anul                                        | Campioni                                    | Scor                                        | Adversar                                    |                                             |                                             |                                             |                                             |                                             |                                             |                                             |
| 1989                                        | Napoli                                      | 5 - 4                                       | VfB Stuttgart                               | 1970                                        | Napoli                                      | 0 - 3                                       | Swindon Town                                | 1976                                        | Napoli                                      | 4 - 1                                       | Southampton FC                              |                                             |                                             |                                             |                                             |                                             |                                             |                                             |

## Lotul curent
La 11 august 2025.
| Nr. |          | Poziție | Jucător               |
| --- | -------- | ------- | --------------------- |
| 1   | Italia   | P       | Alex Meret            |
| 4   | Italia   | F       | Alessandro Buongiorno |
| 5   | Brazilia | F       | Juan Jesus            |
| 6   | Scoția   | M       | Billy Gilmour         |
| 7   | Brazilia | A       | David Neres           |
| 8   | Scoția   | M       | Scott McTominay       |
| 9   | Belgia   | A       | Romelu Lukaku         |
| 11  | Belgia   | M       | Kevin De Bruyne       |
| 13  | Kosovo   | F       | Amir Rrahmani         |
| 14  | Ucraina  | P       | Nikita Contini        |
| 17  | Uruguay  | F       | Mathías Olivera       |
| 21  | Italia   | A       | Matteo Politano       |

| Nr. |               | Poziție | Jucător                                          |
| --- | ------------- | ------- | ------------------------------------------------ |
| 22  | Italia        | F       | Giovanni Di Lorenzo (căpitan)                    |
| 25  | Italia        | P       | Mathias Ferrante                                 |
| 27  | Italia        | A       | Lorenzo Lucca (împrumutat de la Udinese)         |
| 29  | Italia        | M       | Luis Hasa                                        |
| 30  | Italia        | F       | Pasquale Mazzocchi                               |
| 31  | Țările de Jos | F       | Sam Beukema                                      |
| 32  | Serbia        | P       | Vanja Milinković-Savić (împrumutat de la Torino) |
| 35  | Italia        | F       | Luca Marianucci                                  |
| 37  | Italia        | F       | Leonardo Spinazzola                              |
| 68  | Slovacia      | M       | Stanislav Lobotka                                |
| 70  | Țările de Jos | A       | Noa Lang                                         |
| 99  | Camerun       | M       | Frank Anguissa                                   |

### Alți jucători sub contract
La 11 august 2025.
| Nr. |        | Poziție | Jucător              |
| --- | ------ | ------- | -------------------- |
|     | Italia | F       | Nosa Edward Obaretin |
|     | Italia | F       | Alessandro Zanoli    |
|     | Mali   | M       | Coli Saco            |

| Nr. |        | Poziție | Jucător            |
| --- | ------ | ------- | ------------------ |
|     | Italia | M       | Antonio Vergara    |
|     | Italia | A       | Giuseppe Ambrosino |
|     | Maroc  | A       | Walid Cheddira     |

### Împrumutați
La 10 august 2025.
| Nr. |           | Poziție | Jucător                                                   |
| --- | --------- | ------- | --------------------------------------------------------- |
|     | Italia    | P       | Claudio Turi (at Team Altamura până pe 30 iunie 2026)     |
|     | Italia    | F       | Luigi D'Avino (la Giugliano până pe 30 iunie 2026)        |
|     | Spania    | F       | Rafa Marín (la Villarreal până pe 30 iunie 2026)          |
|     | Suedia    | M       | Jens Cajuste (la Ipswich Town până pe 30 iunie 2026)      |
|     | Italia    | M       | Michael Folorunsho (la Cagliari până pe 30 iunie 2026)    |
|     | Italia    | M       | Gennaro Iaccarino (la Arezzo până pe 30 iunie 2026)       |
|     | Danemarca | M       | Jesper Lindstrøm (la VfL Wolfsburg până pe 30 iunie 2026) |

| Nr. |           | Poziție | Jucător                                                      |
| --- | --------- | ------- | ------------------------------------------------------------ |
|     | Italia    | M       | Emanuele Rao (la Bari până pe 30 iunie 2026)                 |
|     | Italia    | A       | Lorenzo Sgarbi (la Pescara până pe 30 iunie 2026)            |
|     | Argentina | A       | Giovanni Simeone (la Torino până pe 30 iunie 2026)           |
|     | Italia    | M       | Lorenzo Russo (la Guidonia Montecelio până pe 30 iunie 2026) |
|     | Belgia    | A       | Cyril Ngonge (la Torino până pe 30 iunie 2026)               |
|     | Italia    | A       | Gianluca Vigliotti (la Pineto până pe 30 iunie 2026)         |
|     | Italia    | A       | Alessio Zerbin (la Cremonese până pe 30 iunie 2026)          |

### Numere retrase

Tricoul cu numărul 10, retras în anul 2000 în onoarea lui Diego Maradona

| Nr. |           | Poziție | Jucător                    |
| --- | --------- | ------- | -------------------------- |
| 10  | Argentina | A       | Diego Maradona (1984–1991) |

## Jucători faimoși
| - Alemão - José Altafini - José Callejón - Roberto Ayala - Salvatore Bagni - Daniel Bertoni - Laurent Blanc - Alain Boghossian - Giuseppe Bruscolotti - Tarcisio Burgnich - Caio - Cané - Fabio Cannavaro - Careca - Andrea Carnevale - Edinson Cavani - Giuseppe Cavanna - Sergio Clerici - Bertrand Crasson - André Cruz - Fernando De Napoli - Paolo Di Canio - Dirceu - Edmundo |  | - Daniel Fonseca - Ciro Ferrara - Bruno Giordano - Kurt Hamrin - Marek Jankulovski - Hasse Jeppson - Antonio Juliano - Ruud Krol - Ezequiel Lavezzi - Diego Armando Maradona - Massimo Oddo - Bruno Pesaola - Alessandro Renica - Freddy Rincón - Attila Sallustro - Giuseppe Savoldi - Omar Sivori - Angelo Benedicto Sormani - Guillermo Stábile - Luís Vinício - Antonio Vojak - Dino Zoff - Gianfranco Zola |

## Antrenori
| - Antonio Kreutzer (1926 - 1927) - Ferenc Molnár (1927 - 1928) - Giovanni Terrile (1927 - 1928) - Rolf Steiger (1927 - 1928) - Otto Fischer (1928 - 1929) - Giovanni Terrile (1928 - 1929) - William Garbutt (1929 - 1935) - Károly Csapkay (1935 - 1936) - Angelo Mattea (1936 - 1938) - Eugen Payer (1938 - 1939) - Paolo Iodice (1938 - 1939) - Adolfo Baloncieri (1939 - 1940) - Antonio Vojak (1940 - 1943) - Paolo Innocenti (1943) - Raffaele Sansone (1945 - 1946) - Giovanni Vecchina (1947 - 1948) - Felice Borel (1948 - 1949) - Luigi De Manes (1948 - 1949) - Vittorio Mosele (1948 - 1949) - Eraldo Monzeglio (1948 - 1956 / 1962 - 1963) - Amedeo Amadei (1956 - 1961) - Annibale Frossi (1959) - Attila Sallustro (1961) - Fioravante Baldi (1961 - 1962) - Bruno Pesaola (1962 - 1968 / 1976 - 1977 / 1982 - 1983) - Roberto Lerici (1963 - 1964) - Giovanni Molino (1963 - 1964) - Giuseppe Chiappella (1968 - 1973) - Egidio Di Costanzo (1968 - 1969) - Luís Vinício (1973 - 1976 / 1978 - 1980) - Alberto Del Frati (1976) - Rosario Rivellino (1976) - Gianni Di Marzio (1977 - 1979) - Angelo Benedicto Sormani (1979 - 1980) | - Rino Marchesi (1980 - 1982 / 1983 - 1984) - Massimo Giacomini (1982 - 1983) - Gennaro Rambone (1982 - 1983) - Piero Santin (1983 - 1984) - Ottavio Bianchi (1985 - 1989 / 1992 - 1993) - Alberto Bigon (1989 - 1991) - Claudio Ranieri (1991 - 1993) - Marcello Lippi (1993 - 1994) - Vincenzo Guerini (1994) - Vujadin Boškov (1995 - 1996) - Luigi Simoni (1996 - 1997 / 2003 - 2004) - Vincenzo Montefusco (1997 / 1998 / 1999) - Bortolo Mutti (1997 - 1998) - Carlo Mazzone (1997 - 1998) - Giovanni Galeone (1997 - 1998) - Renzo Ulivieri (1998 - 1999) - Walter Novellino (1999 - 2000) - Zdeněk Zeman (2000) - Emiliano Mondonico (2000 - 2001) - Luigi De Canio (2001 - 2002) - Franco Colomba (2002 - 2003) - Franco Scoglio (2002 - 2003) - Andrea Agostinelli (2003 - 2004) - Giampiero Ventura (2004 - 2005) - Edoardo Reja (2005 - 2009) - Roberto Donadoni (2009) - Walter Mazzarri (2009 - 2013) - Rafael Benítez (2013 - 2015) - Maurizio Sarri (2015 - 2018) - Carlo Ancelotti (2018 - 2019) - Gennaro Gattuso (2019 - 2021) - Luciano Spalletti (2021 - 2023) - Walter Mazzarri (2023 - 2024) - Francesco Calzona (2024) - Antonio Conte (2024 - ) |